# Stazione meteorologica di Udine Campoformido
La stazione meteorologica di Udine Campoformido è una stazione meteorologica di riferimento per il servizio meteorologico dell'Aeronautica Militare e per l'Organizzazione Mondiale della Meteorologia, relativa all'omonima località nei pressi della città di Udine. La stazione risulta attualmente dismessa. 

## Caratteristiche
La stazione meteorologica, di tipo automatico DCP, si trova nell'Italia nord-orientale, in Friuli-Venezia Giulia, in provincia di Udine, nel comune di Campoformido, a 93 metri s.l.m. e alle coordinate geografiche 46°02′14.43″N 13°11′18.68″E. La stazione meteorologica porta la denominazione Udine, pur non essendo ubicata nel relativo territorio comunale.
Oltre a rilevare i dati 24 ore su 24, quella di Udine Campoformido è stata una delle sei stazioni del Servizio Meteorologico dell'Aeronautica Militare su un totale di otto stazioni italiane in cui venivano effettuate osservazioni in quota grazie ai radiosondaggi, con un almeno due lanci di palloni sonda al giorno (alle ore 0 e alle ore 12 UTC). Dal febbraio 2016 anche tale servizio è stato spostato nel vicino aeroporto di Rivolto. 

## Medie climatiche ufficiali

### Dati climatologici 1961-1990
In base alla media trentennale di riferimento 1961-1990, la temperatura media del mese più freddo, gennaio, si attesta a +3,6 °C; quella del mese più caldo, luglio, è di +22,5 °C.
Le precipitazioni medie annue fanno registrare il valore di 1.371,4 mm con minimo relativo in inverno, picco massimo in autunno e massimo secondario in primavera per gli accumuli stagionali.
| Udine Campoformido (1961-1990) | Mesi  | Mesi  | Mesi | Mesi  | Mesi  | Mesi  | Mesi | Mesi  | Mesi  | Mesi | Mesi  | Mesi | Stagioni | Stagioni | Stagioni | Stagioni | Anno    |
| Udine Campoformido (1961-1990) | Gen   | Feb   | Mar  | Apr   | Mag   | Giu   | Lug  | Ago   | Set   | Ott  | Nov   | Dic  | Inv      | Pri      | Est      | Aut      | Anno    |
| ------------------------------ | ----- | ----- | ---- | ----- | ----- | ----- | ---- | ----- | ----- | ---- | ----- | ---- | -------- | -------- | -------- | -------- | ------- |
| T. max. media (°C)             | 7,3   | 9,0   | 12,8 | 17,2  | 21,9  | 25,5  | 28,1 | 27,4  | 24,0  | 18,9 | 12,6  | 8,6  | 8,3      | 17,3     | 27,0     | 18,5     | 17,8    |
| T. min. media (°C)             | −0,1  | 0,7   | 3,4  | 7,3   | 11,4  | 15,0  | 16,8 | 16,5  | 13,7  | 9,0  | 5,0   | 1,0  | 0,5      | 7,4      | 16,1     | 9,2      | 8,3     |
| Precipitazioni (mm)            | 108,5 | 112,3 | 93,2 | 133,5 | 115,8 | 133,7 | 89,8 | 109,2 | 156,8 | 94,6 | 146,2 | 77,8 | 298,6    | 342,5    | 332,7    | 397,6    | 1 371,4 |

## Medie climatiche aerologiche ufficiali
Nelle tabelle sottostanti sono riportate le medie climatiche registrate dalla stazione aerologica fino al 1960.

### Valori medi delle altezze in metri geopotenziali fino al 1960
| Udine Campoformido                 | Gen   | Feb   | Mar   | Apr   | Mag   | Giu   | Lug   | Ago   | Set   | Ott   | Nov   | Dic   |
| ---------------------------------- | ----- | ----- | ----- | ----- | ----- | ----- | ----- | ----- | ----- | ----- | ----- | ----- |
| Altezza media (m gp) a 40 hPa      | 21790 | 21660 | 21870 | 22000 | 22160 | 22360 | 22490 | 22450 | 22270 | 22030 | 21810 | 21710 |
| Altezza media (m gp) a 60 hPa      | 19210 | 19110 | 19280 | 19380 | 19560 | 19690 | 19630 | 19800 | 19660 | 19470 | 19280 | 19180 |
| Altezza media (m gp) a 100 hPa     | 15960 | 15940 | 16040 | 16120 | 16310 | 16410 | 16570 | 16540 | 16400 | 16250 | 16100 | 15980 |
| Altezza media (m gp) a 150 hPa     | 13370 | 13400 | 13430 | 13500 | 13720 | 13840 | 13910 | 13960 | 13820 | 13700 | 13550 | 13410 |
| Altezza media (m gp) a 200 hPa     | 11550 | 11570 | 11610 | 11660 | 11860 | 12000 | 12110 | 12110 | 12030 | 11880 | 11720 | 11620 |
| Altezza media (m gp) a 300 hPa     | 8970  | 8990  | 9000  | 9070  | 9250  | 9370  | 9410  | 9450  | 9380  | 9270  | 9130  | 9030  |
| Altezza media (m gp) a 400 hPa     | 7040  | 7060  | 7040  | 7130  | 7280  | 7370  | 7410  | 7400  | 7370  | 7290  | 7200  | 7080  |
| Altezza media (m gp) a 500 hPa     | 5470  | 5480  | 5490  | 5530  | 5650  | 5720  | 5730  | 5740  | 5720  | 5650  | 5590  | 5500  |
| Altezza media (m gp) a 600 hPa     | 4130  | 4150  | 4140  | 4180  | 4270  | 4320  | 4340  | 4340  | 4320  | 4280  | 4220  | 4150  |
| Altezza media (m gp) a 700 hPa     | 2960  | 2970  | 2970  | 2990  | 3060  | 3100  | 3100  | 3110  | 3100  | 3060  | 3020  | 2960  |
| Altezza media (m gp) a 800 hPa     | 1910  | 1920  | 1910  | 1930  | 1990  | 2010  | 2020  | 2020  | 2010  | 1990  | 1960  | 1910  |
| Altezza media (m gp) a 850 hPa     | 1440  | 1440  | 1430  | 1440  | 1490  | 1510  | 1510  | 1500  | 1510  | 1490  | 1470  | 1430  |
| Altezza media (m gp) a 900 hPa     | 980   | 980   | 970   | 980   | 1020  | 1030  | 1020  | 1030  | 1030  | 1020  | 1010  | 960   |
| Udine Campoformido                 | Gen   | Feb   | Mar   | Apr   | Mag   | Giu   | Lug   | Ago   | Set   | Ott   | Nov   | Dic   |
| Altezza media (m gp) in tropopausa | 10150 | 10780 | 9970  | 10240 | 11070 | 11460 | 11620 | 11680 | 11710 | 11080 | 10690 | 10340 |
| Altezza (m gp) al suolo            | 94    | 94    | 94    | 94    | 94    | 94    | 94    | 94    | 94    | 94    | 94    | 94    |

### Valori medi delle temperature in quota fino al 1960
| Udine Campoformido         | Gen   | Feb   | Mar   | Apr   | Mag   | Giu   | Lug   | Ago   | Set   | Ott   | Nov   | Dic   |
| -------------------------- | ----- | ----- | ----- | ----- | ----- | ----- | ----- | ----- | ----- | ----- | ----- | ----- |
| T media (°C) a 40 hPa      | −55,0 | −57,4 | −54,8 | −53,0 | −51,5 | −48,9 | −49,1 | −50,2 | −51,9 | −56,2 | −60,1 | −60,0 |
| T media (°C) a 60 hPa      | −56,0 | −59,3 | −55,5 | −54,0 | −54,1 | −52,0 | −51,5 | −52,6 | −54,4 | −57,5 | −60,2 | −59,6 |
| T media (°C) a 100 hPa     | −56,5 | −59,4 | −55,1 | −54,4 | −54,7 | −53,7 | −54,7 | −55,2 | −56,8 | −58,6 | −59,5 | −58,2 |
| T media (°C) a 150 hPa     | −56,4 | −57,4 | −53,2 | −53,5 | −55,0 | −53,5 | −52,6 | −54,6 | −57,2 | −58,5 | −58,3 | −56,9 |
| T media (°C) a 200 hPa     | −58,2 | −59,0 | −55,1 | −55,0 | −56,8 | −56,2 | −51,9 | −53,6 | −57,4 | −57,6 | −58,7 | −57,5 |
| T media (°C) a 300 hPa     | −51,1 | −51,4 | −51,6 | −49,9 | −46,4 | −43,4 | −40,8 | −40,8 | −42,6 | −45,9 | −48,3 | −50,7 |
| T media (°C) a 400 hPa     | −38,2 | −37,4 | −37,1 | −35,7 | −31,0 | −27,3 | −25,0 | −24,9 | −27,1 | −30,3 | −33,1 | −36,8 |
| T media (°C) a 500 hPa     | −26,3 | −26,0 | −25,0 | −23,6 | −19,0 | −15,3 | −13,1 | −13,1 | −15,1 | −18,2 | −21,4 | −24,2 |
| T media (°C) a 600 hPa     | −17,3 | −16,9 | −15,9 | −14,0 | −9,7  | −7,4  | −4,8  | −4,4  | −6,1  | −8,8  | −11,9 | −14,8 |
| T media (°C) a 700 hPa     | −10,3 | −9,7  | −8,9  | −6,8  | −2,5  | 0,2   | 2,3   | 2,7   | 0,7   | −2,0  | −5,1  | −7,6  |
| T media (°C) a 800 hPa     | −4,4  | −3,8  | −3,0  | 0,0   | 4,2   | 7,4   | 9,4   | 9,8   | 6,5   | 3,9   | 0,4   | −2,3  |
| T media (°C) a 850 hPa     | −1,8  | −1,7  | −0,1  | 3,0   | 7,6   | 11,0  | 12,9  | 13,0  | 9,4   | 6,5   | 2,9   | 0,0   |
| T media (°C) a 900 hPa     | 0,6   | 0,0   | 2,7   | 6,2   | 11,0  | 13,8  | 16,0  | 15,9  | 12,3  | 8,9   | 5,8   | 2,4   |
| Udine Campoformido         | Gen   | Feb   | Mar   | Apr   | Mag   | Giu   | Lug   | Ago   | Set   | Ott   | Nov   | Dic   |
| T media (°C) in tropopausa | −60,4 | −63,3 | −58,9 | −58,1 | −59,1 | −58,4 | −54,3 | −56,0 | −59,0 | −58,9 | −59,1 | −59,0 |
| T media (°C) al suolo      | 3,0   | 5,4   | 8,1   | 11,8  | 17,6  | 20,1  | 21,9  | 21,4  | 18,2  | 13,8  | 9,9   | 6,0   |